# The Best of Mountain
Albums
Mountain Live: The Road Goes Ever On
(1972) Twin Peaks (album de Mountain)
(1974)
Singles
1. Theme For An Imaginary Western
Sortie : 1973 (Japon uniquement) [1]

The Best of Mountain est le premier album de compilation du groupe de hard rock américain, Mountain. Il est sorti en février 1973 sur le label Windfall (USA), Island Records (France) et a été produit par Felix Pappalardi.

## L'album
Cette compilation regroupe des titres des trois premiers albums du groupe sortis en 1970 et 1971. Il se classa à la 72e place du Billboard 200 aux États-Unis et fut certifié disque d'or en novembre 1989 pour plus de 500 000 albums vendus.
En 2003, sa réédition propose quatre titres bonus dont deux, Long Red et Dreams of Milk and Honey proviennent du premier album solo de Leslie West, Mountain (1969). 

## Liste des titres
Face 1
| No | Titre                                 | Auteur                                        | Durée |
| -- | ------------------------------------- | --------------------------------------------- | ----- |
| 1. | Never In My Life                      | West, Pappalardi, Gail Collins, Laing         | 3:53  |
| 2. | Taunta (Sammy's Tune)                 | Pappalardi                                    | 1:00  |
| 3. | Nantucket Sleighride (To Owen Coffin) | Pappalardi, Collins                           | 5:55  |
| 4. | Roll Over Beethoven                   | Chuck Berry                                   | 2:58  |
| 5. | For Yasgur's Farm                     | Gardos, Laing, Pappalardi, Collins, Ship, Rea | 3:23  |
| 6. | The Animal Trainer and the Toad       | West, Sue Palmer                              | 3:29  |

Face 2
| No  | Titre                          | Auteur                            | Durée |
| --- | ------------------------------ | --------------------------------- | ----- |
| 7.  | Mississippi Queen              | West, Laing, Pappalardi, Rea      | 2:32  |
| 8.  | King's Chorale                 | Pappalardi                        | 1:04  |
| 9.  | Boys in the Band               | Pappalardi, Collins               | 3:43  |
| 10. | Don't Look Around              | West, Palmer, Pappalardi, Collins | 3:47  |
| 11. | Theme for an Imaginary Western | Jack Bruce, Pete Brown            | 5:07  |
| 12. | Crossroader                    | Pappalardi, Collins               | 4:53  |

Titres bonus réédition 2003
| No  | Titre                             | Auteur                                           | Durée |
| --- | --------------------------------- | ------------------------------------------------ | ----- |
| 13. | Long Red                          | West, Pappalardi, Ventura, Landsberg             | 3:17  |
| 14. | Dreams of Milk and Honey          | West, Pappalardi, Ventura, Landsberg             | 3:36  |
| 15. | Silver Paper                      | West, Pappalardi, Collins, Gardos, Knight, Laing | 3:19  |
| 16. | Travelin' in the Dark (To E.M.P.) | Pappalardi, Collins                              | 4:25  |

## Musiciens
- Leslie West: guitares, chant
- Felix Pappalardi: basse, chant
- Corky Laing: batterie, percussions
- Steve Knight: orgue
- Norman D. Smart: batterie sur Long Red et Dreams of Milk and Honey
- Norman Landsberg: orgue sur Long Red et Dreams of Milk and Honey

## Charts et certifications
| Pays       | Durée du classement | Meilleur classement |
| ---------- | ------------------- | ------------------- |
| États-Unis | 16 semaines         | 72e                 |

| Pays       | Certification | Ventes    | Date             |
| ---------- | ------------- | --------- | ---------------- |
| États-Unis | Or            | 500 000 + | 10 novembre 1989 |